# Сенатська площа (Санкт-Петербург)
59°56′10″ пн. ш. 30°18′11″ сх. д. / 59.936° пн. ш. 30.303° сх. д.
Сенатська площа (в 1923—2008 роках площа Декабристів) — одна з центральних площ Санкт-Петербурга. Розташована у західній частині Александровского саду.

## Історія
Сенатська площа була названа так в 1763 році після розміщення на ній урядової установи Сенату. Для потреб держави був пристосований колишній особняк віце-канцлера Бестужева-Рюміна. Зараз це резиденція Конституційного Суду Російської Федерації.
Сенатська площа є однією з найстаріших площ Санкт-Петербурга. Вона почала формуватися ще в 1704 році.
Південну частину майбутньої сенатської площі обмежував Адміралтейський канал.
У 1710 році на березі Неви, побудували першу дерев'яну будівлю Ісаакіївської церкви. Пізніше вона перебудовувалась в кам'яну, але не змогла довго проіснувати на низькому болотистому березі річки. У підсумку Ісаакіївський собор став обмежувати протилежну (південну) частину Сенатської площі.
З 1727 року від сенатської площі до протилежного берега Неви знаводився Ісаакіївський міст.
У 1782 році на площі був відкритий пам'ятник Петру I («Мідний вершник»). Після цієї події площа отримала нову назву — Петровська площа. Однак серед петербуржців ця назва не прижилася, площа як і раніше в побуті називали Сенатською.
До 1823 року з будівництвом нової будівлі Адміралтейства остаточно сформувалася східна частина сенатської площі. У 1834 році було завершено будівництво будівлі Сенату і Синоду.
14 грудня 1825 біля підніжжя пам'ятника Петру I вишикувалися повсталі полки, які відмовилися дати присягу новому царю Миколі I. всього на площі було близько трьох тисяч повстанців, які були оточені військами. Повстання було придушене.
У 1874 році Сенатська площа стала частиною Олександрівського саду. Біля пам'ятника Петру I були облаштовані клумби й газони, посаджені низькорослі дерева. З боку Ісаакіївського собору посадили дуби. Між пам'ятником і алеєю влаштували альпійську гірку.
У 1890 році частину саду біля «Мідного вершника» зліквідуали. Простір, що звільнився, переоблаштували в площу, замостили бруківкою. Тут був побудований павільйон для укриття від дощу, розібраний в 1903 році через старість.
У 1925 році до 100-річчя повстання декабристів площа отримала назву, що існувала до 2008 року — площа Декабристів.
На площі Декабристів, біля «Мідного вершника», в роки Радянського Союзу проходили демонстрації дисидентів та ін.